# Liga mistrů CONCACAF
Liga mistrů CONCACAF (anglicky CONCACAF Champions League) je každý rok konající se fotbalová soutěž pořádaná konfederací CONCACAF pro nejlepší kluby severoamerických, středoamerických a karibských lig. Její vítěz postupuje na Mistrovství světa ve fotbale klubů. V letech 1962 až 2008 se soutěž jmenovala CONCACAF Champions' Cup.

## Formát
Nový formát podle vzoru Ligy mistrů UEFA byl zaveden od sezony 2008/09. Soutěž se rozšířila na 24 týmů místo dosavadních osmi.
Šestnáctka týmů se účastní předkola hraného systémem doma-venku, ze kterého postupuje 8 vítězů do základních skupin, kde se přidají k osmičce přímo nasazených týmů. V základních skupinách jsou účastníci rozlosováni do čtyř skupin po čtyřech týmech, kde se utkají dvoukolově každý s každým systémem doma-venku. Do čtvrtfinále playoff postupují první dva celky každé skupiny. Playoff se hraje systémem doma a venku.

## Jednotlivé ročníky
| Ročník          | Finále                                            | Finále                                    | Finále                                      |
| Ročník          | Vítěz                                             | Skóre                                     | 2. místo                                    |
| --------------- | ------------------------------------------------- | ----------------------------------------- | ------------------------------------------- |
| 2023 Detaily    | Leon                                              | 2:1 1:0                                   | Los Angeles FC                              |
| 2022 Detaily    | Seattle Sounders FC                               | 2:2 3:0                                   | UNAM Pumas                                  |
| 2021 Detaily    | CF Monterrey                                      | 1:0                                       | Club América                                |
| 2020 Detaily    | Tigres UANL                                       | 2:1                                       | Los Angeles FC                              |
| 2019 Detaily    | CF Monterrey                                      | 1:0 / 1:1 Součet skóre 2:1                | Tigres UANL                                 |
| 2018 Detaily    | CD Guadalajara                                    | 2:1 / 1:2 Součet skóre 3:3, penalty 4:2   | Toronto FC                                  |
| 2016-17 Detaily | CF Pachuca                                        | 1:1 / 1:0 Součet skóre 2:1                | Tigres UANL                                 |
| 2015-16 Detaily | Club América                                      | 2:0 / 2:1 Součet skóre 4:1                | Tigres UANL                                 |
| 2014-15 Detaily | Club América                                      | 1:1 / 4:2 Součet skóre 5:3                | Montreal Impact                             |
| 2013-14 Detaily | Cruz Azul                                         | 0:0 / 1:1 Součet skóre 1:1                | Deportivo Toluca FC                         |
| 2012-13 Detaily | CF Monterrey                                      | 0:0 / 4:2 Součet skóre 4:2                | Santos Laguna                               |
| 2011-12 Detaily | CF Monterrey                                      | 2 - 0 / 1 - 2 Součet skóre 3 - 2          | Santos Laguna                               |
| 2010-11 Detaily | CF Monterrey                                      | 2 - 2 / 1 - 0 Součet skóre 3 - 2          | Real Salt Lake                              |
| 2009-10 Detaily | CF Pachuca                                        | 1 - 2 / 1 - 0 Součet skóre 2 - 2          | Cruz Azul                                   |
| 2008-09 Detaily | Atlante FC                                        | 2 - 0 / 0 - 0 Součet skóre 2 - 0          | Cruz Azul                                   |
| 2008 Detaily    | CF Pachuca                                        | 1 - 1 / 2 - 1 Součet skóre 3 - 2          | Deportivo Saprissa                          |
| 2007 Detaily    | CF Pachuca                                        | 2 - 2 / 0 - 0 Součet skóre 2 - 2 7-6 pen. | CD Guadalajara                              |
| 2006 Detaily    | Club América                                      | 0 - 0 / 2 - 1 Součet skóre 2 - 1          | Deportivo Toluca FC                         |
| 2005 Detaily    | Deportivo Saprissa                                | 2 - 0 / 1 - 2 Součet skóre 3 - 2          | UNAM Pumas                                  |
| 2004 Detaily    | LD Alajuelense                                    | 1 - 1 / 4 - 0 Součet skóre 5 - 1          | Deportivo Saprissa                          |
| 2003 Detaily    | Club Toluca                                       | 3 - 3 / 2 - 1 Součet skóre 5 - 4          | CA Monarcas Morelia                         |
| 2002 Detaily    | CF Pachuca                                        | 1 - 0                                     | CA Monarcas Morelia                         |
| 2000 Detaily    | Los Angeles Galaxy                                | 3 - 2                                     | CD Olimpia                                  |
| 1999 Detaily    | Club Necaxa                                       | 2 - 1                                     | LD Alajuelense                              |
| 1998 Detaily    | D.C. United                                       | 1 - 0                                     | Deportivo Toluca FC                         |
| 1997 Detaily    | Cruz Azul                                         | 5 - 3                                     | Los Angeles Galaxy                          |
| 1996 Detaily    | Cruz Azul                                         | (1)                                       | Club Necaxa                                 |
| 1995 Detaily    | Deportivo Saprissa                                | (1)                                       | CSD Municipal                               |
| 1994 Detaily    | CS Cartaginés                                     | 3 - 2                                     | Atlante FC                                  |
| 1993 Detaily    | Deportivo Saprissa                                | (1)                                       | CSD León                                    |
| 1992 Detaily    | Club América                                      | 1 - 0                                     | LD Alajuelense                              |
| 1991 Detaily    | Club Puebla                                       | 3 - 1 / 1 - 1 Součet skóre 4 - 2          | Police FC                                   |
| 1990 Detaily    | Club América                                      | 2 - 2 / 6 - 0 Součet skóre 8 - 2          | FC Pinar del Río                            |
| 1989 Detaily    | UNAM Pumas                                        | 1 - 1 / 3 - 1 Součet skóre 4 - 2          | FC Pinar del Río                            |
| 1988 Detaily    | CD Olimpia                                        | 2 - 0 / 2 - 0 Součet skóre 4 - 0          | Defence Force                               |
| 1987 Detaily    | Club América                                      | 1 - 1 / 2 - 0 Součet skóre 3 - 1          | Defence Force                               |
| 1986 Detaily    | LD Alajuelense                                    | 4 - 1 / 1 - 1 Součet skóre 5 - 2          | SV Transvaal                                |
| 1985 Detaily    | Defence Force                                     | 2 - 0 / 0 - 1 Součet skóre 2 - 1          | CD Olimpia                                  |
| 1984 Detaily    | Violette AC                                       | (2)                                       | New York Pancyprian-Freedoms CD Guadalajara |
| 1983 Detaily    | Atlante FC                                        | 1 - 1 / 5 - 0 Součet skóre 6 - 1          | SV Robinhood                                |
| 1982 Detaily    | UNAM Pumas                                        | 0 - 0 / 3 - 2 Součet skóre 3 - 2          | SV Robinhood                                |
| 1981 Detaily    | SV Transvaal                                      | 1 - 0 / 1 - 1 Součet skóre 2 - 1          | Atlético Marte                              |
| 1980 Detaily    | UNAM Pumas                                        | (1)                                       | U.N.A.H.                                    |
| 1979 Detaily    | Club Deportivo FAS                                | 1 - 0 / 8 - 0 Součet skóre 9 - 0          | CRKSV Jong Colombia                         |
| 1978 Detaily    | U. de Guadalajara Comunicaciones FC Defence Force | (3)                                       |                                             |
| 1977 Detaily    | Club América                                      | 1 - 0 / 0 - 0 Součet skóre 1 - 0          | SV Robinhood                                |
| 1976 Detaily    | CD Águila                                         | 6 - 1 / 2 - 1 Součet skóre 8 - 2          | SV Robinhood                                |
| 1975 Detaily    | Atlético Español                                  | 2 - 0 / 1 - 1 Součet skóre 3 - 1          | SV Transvaal                                |
| 1974 Detaily    | CSD Municipal                                     | 2 - 1 / 2 - 1 Součet skóre 4 - 2          | SV Transvaal                                |
| 1973 Detaily    | SV Transvaal                                      | (2)                                       | Deportivo Saprissa LD Alajuelense           |
| 1972 Detaily    | CD Olimpia                                        | 0 - 0 / 2 - 0 Součet skóre 2 - 0          | SV Robinhood                                |
| 1971 Detaily    | Cruz Azul                                         | (1)                                       | LD Alajuelense                              |
| 1970 Detaily    | Cruz Azul                                         | (2)                                       | Deportivo Saprissa SV Transvaal             |
| 1969 Detaily    | Cruz Azul                                         | 0 - 0 / 1 - 0 Součet skóre 1 - 0          | CSD Comunicaciones                          |
| 1968 Detaily    | Deportivo Toluca FC                               | (2)                                       | SV Transvaal Aurora FC                      |
| 1967 Detaily    | Alianza FC                                        | 1 - 2 / 3 - 0 Součet skóre 4 - 2          | CRKSV Jong Colombia                         |
| 1963 Detaily    | Racing Club Haïtien                               | (2)                                       | Chivas de Guadalajara                       |
| 1962 Detaily    | Chivas de Guadalajara                             | 1 - 0 / 5 - 2 Součet skóre 6 - 2          | Comunicaciones FC                           |

## Úspěšnost klubů
| Klub                | Vítěz | Poražený finalista | Vítězné roky                             | Poražený finalista - roky    |
| ------------------- | ----- | ------------------ | ---------------------------------------- | ---------------------------- |
| Club América        | 7     | 1                  | 1977, 1987, 1990, 1992, 2006, 2015, 2016 | 2021                         |
| Cruz Azul           | 6     | 2                  | 1969, 1970, 1971, 1996, 1997, 2014       | 2009, 2010                   |
| CF Pachuca          | 5     | 0                  | 2002, 2007, 2008, 2010, 2017             |                              |
| CF Monterrey        | 5     | 0                  | 2011, 2012, 2013, 2019, 2021             |                              |
| UNAM                | 3     | 2                  | 1980, 1982, 1989                         | 2005, 2022                   |
| Deportivo Saprissa  | 3     | 2                  | 1993, 1995, 2005                         | 2004, 2008                   |
| SV Transvaal        | 2     | 3                  | 1973, 1981                               | 1974, 1975, 1986             |
| Deportivo Toluca FC | 2     | 3                  | 1968, 2003                               | 1998, 2006, 2014             |
| LD Alajuelense      | 2     | 3                  | 1986, 2004                               | 1971, 1992, 1999             |
| Defence Force       | 2     | 2                  | 1978, 1985                               | 1987, 1988                   |
| CD Olimpia          | 2     | 2                  | 1972, 1988                               | 1985, 2000                   |
| CD Guadalajara      | 2     | 2                  | 1962, 2018                               | 1963, 2007                   |
| Atlante FC          | 2     | 1                  | 1983, 2009                               | 1994                         |
| Tigres UANL         | 1     | 3                  | 2020                                     | 2016, 2017, 2019             |
| Los Angeles Galaxy  | 1     | 2                  | 2000                                     | 1997, 2022                   |
| Comunicaciones FC   | 1     | 2                  | 1978                                     | 1962, 1969                   |
| Club León           | 1     | 1                  | 2023                                     | 1993                         |
| CSD Municipal       | 1     | 1                  | 1974                                     | 1995                         |
| Club Necaxa         | 1     | 1                  | 1999                                     | 1996                         |
| Seattle Sounders FC | 1     | 0                  | 2022                                     |                              |
| Racing Club Haïtien | 1     | 0                  | 1963                                     |                              |
| Alianza FC          | 1     | 0                  | 1967                                     |                              |
| Atlético Español    | 1     | 0                  | 1975                                     |                              |
| CD Águila           | 1     | 0                  | 1976                                     |                              |
| UdeG                | 1     | 0                  | 1978                                     |                              |
| CD FAS              | 1     | 0                  | 1979                                     |                              |
| Violette AC         | 1     | 0                  | 1984                                     |                              |
| Club Puebla         | 1     | 0                  | 1991                                     |                              |
| CS Cartaginés       | 1     | 0                  | 1994                                     |                              |
| D.C. United         | 1     | 0                  | 1998                                     |                              |
| SV Robinhood        | 0     | 5                  |                                          | 1972, 1976, 1977, 1982, 1983 |
| CRKSV Jong Colombia | 0     | 2                  |                                          | 1967, 1979                   |
| FC Pinar del Río    | 0     | 2                  |                                          | 1989, 1990                   |
| CA Monarcas Morelia | 0     | 2                  |                                          | 2002, 2003                   |
| Santos Laguna       | 0     | 2                  |                                          | 2012, 2013                   |
| Universidad         | 0     | 1                  |                                          | 1980                         |
| Atlético Marte      | 0     | 1                  |                                          | 1981                         |
| Police FC           | 0     | 1                  |                                          | 1991                         |
| Real Salt Lake      | 0     | 1                  |                                          | 2011                         |
| Montreal Impact     | 0     | 1                  |                                          | 2015                         |
| Toronto FC          | 0     | 1                  |                                          | 2018                         |
| Los Angeles FC      | 0     | 1                  |                                          | 2020                         |